# Рычков, Вениамин Вениаминович
Вениамин Вениаминович Рычков (12 декабря 1867, Тифлис — 22 августа 1935, Харбин) — генерал-лейтенант Русской императорской армии и первый председатель Бюро по делам российских эмигрантов в Маньчжурской империи. Член Русской фашистской партии, руководил её военным отделом.

## Обучение
Рычков вырос в Тифлисе, в дворянской семье, происходящей из Саратовской губернии. В 1885 году окончил Тифлисский кадетский корпус и 25 августа вступил в службу. Затем окончил Александровское училище (1887 год) и Академию Генерального штаба (1900 год). Во время обучения служил в пехотных частях на Кавказе и Средней Азии, в артиллерии Варшавской крепости, 39-й артбригаде.

## Служба
После обучения продолжил служить на Кавказе. В 1900—1904 гг. старший адъютант штаба 39-й пехотной дивизии. С 2 февраля 1904 по 7 апреля 1908 года был начальником штаба Карсской крепости. С 13 июля 1910 года начальник штаба 1-й Туркестанской стрелковой бригады. В 1912 году прикомандирован к артиллерии.
Принял участие в Первой мировой войне. С октября 1914 года командир 202-го пехотного Горийского полка, в ноябре произведён в генерал-майоры. За отличие в руководстве штабом 1-й Туркестанской стрелковой бригады награждён Георгиевским оружием. С апреля 1915 года генерал-квартирмейстер штаба 1-й армии, с 13 декабря 1916 года начальник 45-й пехотной дивизии, с 20 мая 1917 года командир 27-го армейского корпуса.
В ноябре 1917 года Рычкова отстранил от командования большевик Н. В. Крыленко. В апреле 1918 года вступил в Союз защиты Родины и Свободы, командовал его боевыми отрядами. В политической сфере позиционировал себя как конституционный монархист. В августе-октябре 1918 года, то есть после взятия Казани частями Самарского Комуча, начальник гарнизона города, руководил формированием частей Народной армии в Казани и Казанской губернии. С 15 августа 1918 года командир Казанского армейского корпуса.
С 29 октября 1918 года главный начальник Тюменского военного округа на театре военных действий войск Директории, затем главный начальник снабжения Сибирской армии. 8 июля 1919 года отстранён от должности и по его деятельности назначено расследование. Служил у атамана Г. М. Семёнова в Забайкалье.

## Эмиграция
В 1920 году эмигрировал в Харбин и устроился там начальником 1-го отделения железнодорожной полиции на станции Маньчжурия, затем до 1925 года служил во внутренней охране, давал частные уроки, работал корректором в типографии. Председательствовал в Обществе офицеров Генерального штаба, Обществе выпускников кадетских корпусов. Был приятелем председателя Общества выпускников Александровского училища. С 28 декабря 1934 года по 22 августа 1935 года Рычков был первым начальником Бюро по делам российских эмигрантов в Маньчжурской империи, находящегося под контролем японцев. Помогал строительству православной часовни. В 1934 году вступил в Русскую фашистскую партию и до конца жизни руководил её военным отделом.
Умер 22 августа 1935 года в Харбине (по другим данным в 1937 году) от паралича дыхательных путей и был похоронен 25 августа на Новом (Успенском) кладбище.

## Личная жизнь
Был женат на фашистке Марии Александровне Рычковой.